# Valjala
Valjala (tyska: Wolde) är en småköping (estniska: alevik) på ön Ösel i västra Estland, belägen i Ösels kommun i landskapet Saaremaa.. Antalet invånare uppgick till 409 i januari 2020.

## Geografi
Valjala var tidigare fram till 2017 centralort i Valjala kommun och ligger 160 km sydväst om huvudstaden Tallinn. Valjala ligger 15 meter över havet.
Runt Valjala är det mycket glesbefolkat, med 7 invånare per kvadratkilometer. Valjala är det största samhället i trakten. I omgivningarna runt Valjala växer i huvudsak blandskog.

## Historia
Orten omnämns i tyskspråkiga källor omkring år 1200 som Waldele. En kyrkby uppstod redan under medeltiden i anslutning till Sankt Martinskyrkan och denna utvecklades snart till centralort för Valjala socken. Orten omnämns år 1634 som Pappiallewe.

### Borgen i Valjala

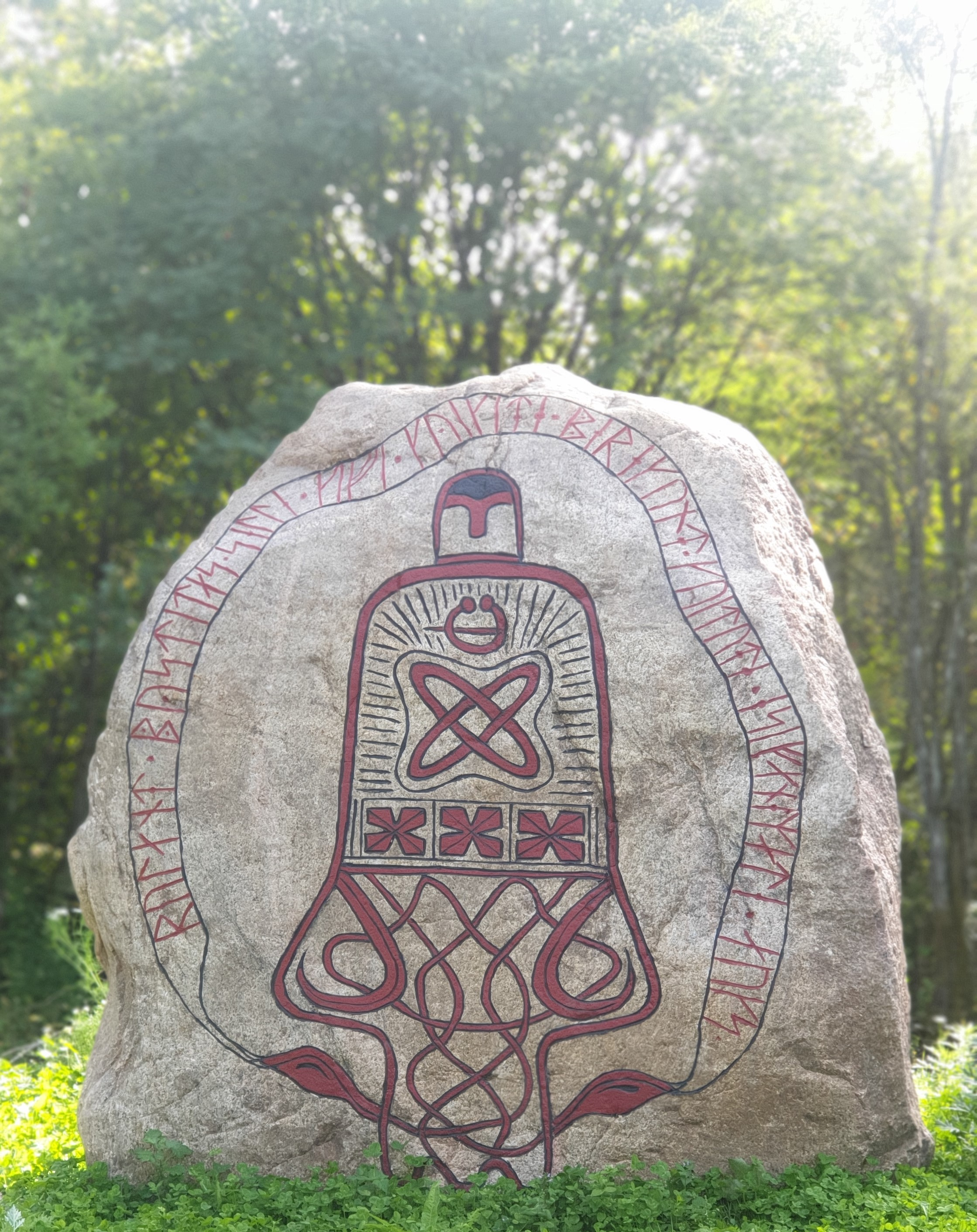
Platsen för fornborgen utmärks idag med ett sentida monument i form av en runsten.

Sydost om dagens ortscentrum fanns under förkristen tid fram till 1200-talet en borg tillhörande esterna på Ösel. Denna omnämns i Henrik av Livlands krönika som castrum Waldja. Vid borgen i Valjala stod under vintern 1227 det avgörande slaget om Ösel, då Svärdsriddarorden och biskop Albert av Riga befäste sin kontroll av hela Ösel.
Borgen var vid denna tid troligen en av de största och mest välbefästa försvarsanläggningarna på Ösel. Den låg på en höjd och omgavs av en bastant ringmur. Den stenförstärkta vallgraven är fortfarande delvis bevarad, och vid utgrävningar har man hittat omfattande arkeologiska fynd från 1000-talet till 1200-talet.

### Valjala kyrka

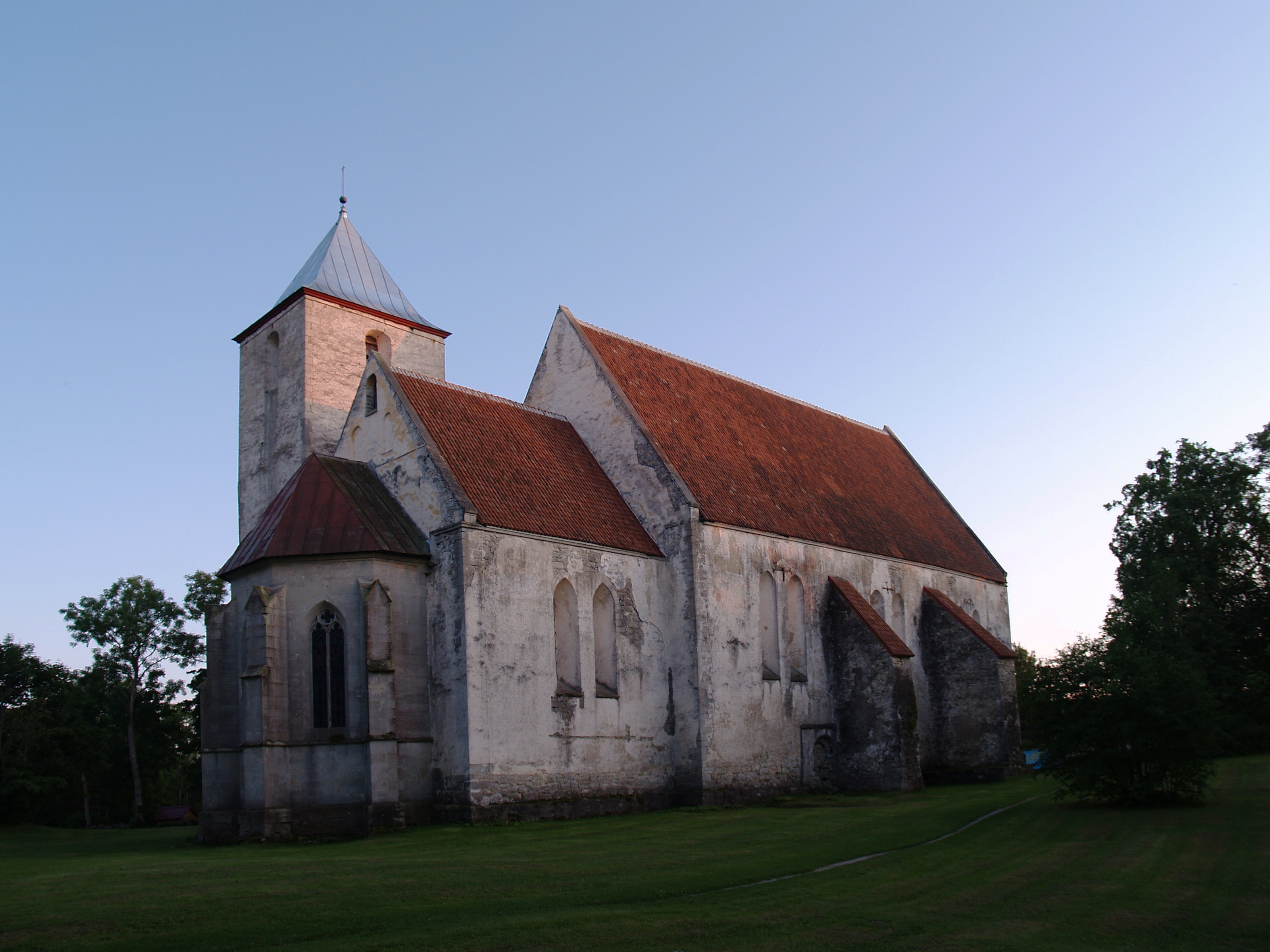
Valjala kyrkas äldsta delar är samtida med kristnandet av Ösel omkring 1227.

Sankt Martinskyrkan i Valjala är Ösels och troligen hela Estlands äldsta kyrkobyggnad. Ett kapell uppfördes på platsen omkring Ösels kristnande 1227 efter en rektangulär plan och detta kapell utgör idag delar av murarna till kyrkans kor. Möjligen fanns en begravningsplats för Öselborna på platsen för kyrkan redan före kristnandet.
En större tillbyggnad mellan 1241 och 1265 utvidgade kapellet till en romansk kyrka, med ett långhus med tre valv. Alla tre kyrkoportalerna är försedda med romanska valvbågar. Det tidigare kapellet med invändiga väggmålningar av apostlarna byggdes i samband med utbyggnaden om till kor. Efter lokalbefolkningens uppror 1261 kom kyrkan att omvandlas till en försvarskyrka. De övre delarna av byggnaden som tillkommit under kyrkans senare bygghistoria har gotiska fönster och valv. Västportalen är utsmyckad med en vimperg. Den skadades svårt, troligen i samband med Sankt Göransupproret 1343.
På 1360-talet kom kyrkan åter att byggas om, och fler om- och tillbyggnader följde. Kyrktornet uppfördes på 1600-talet på platsen för en äldre sakristia. I tornväggarna finns enstaka rester av äldre trapetsformade gravplattor inbyggda. Det barocka torntaket uppfördes ursprungligen på 1770-talet, men förstördes i ett blixtnedslag 1922 och ersattes med den nuvarande konstruktionen 1926.

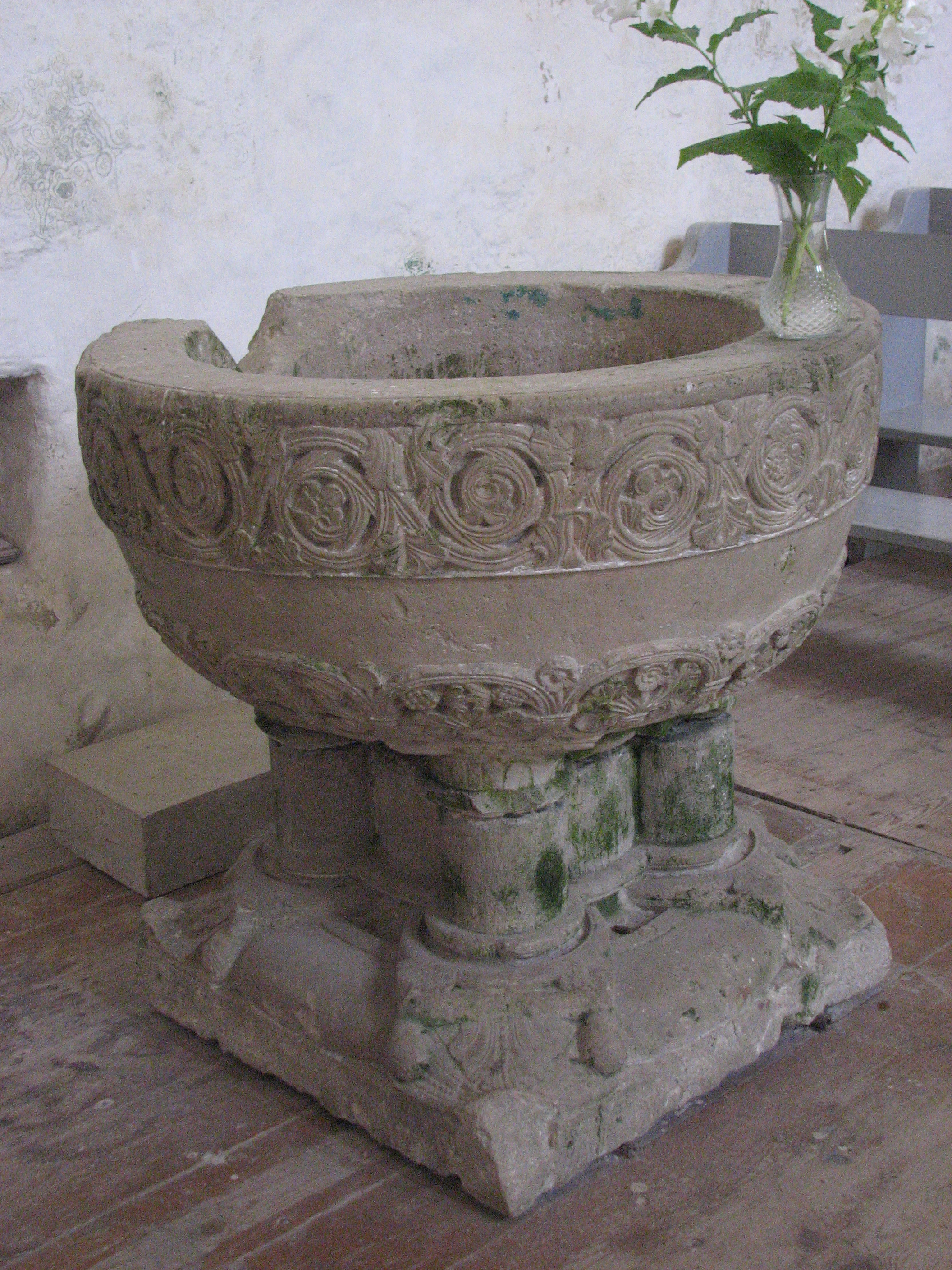
Valjala kyrkas dopfunt.

Den massiva dopfunten från 1270 är en av Estlands äldsta och praktfullaste av sitt slag, med ett rankmotiv som slingrar sig kring skålen och växer fram ur en kraftig pelare, varw mindre sidopelare symboliserar de fyra heliga floderna. Dopfunten har möjligen ursprungligen tillverkats för Hapsals domkyrka och först senare förts till Ösel. Troligen har den utförts av en mästare från Westfalen och har betydande likheter med utsmyckningarna på den norra domkyrkoportalen på Rigas domkyrka.
På korets norra sida finns en väggmålning från 1200-talet. Altaruppsatsen och predikstolen i empirestil utfördes av snickarmästaren Nommen Lorentzon från Kuressaare under 1820-talet. Altartavlan är från andra halvan av 1800-talet.
Två epitafier från den tidiga barocken i dolomitsten är ägnade åt de lokala kyrkohedarna Andreas Fregius (död 1664) och Caspar Berg (1667). Kyrkfönstren från 1970-talet utfördes av den estniska glaskonstnären Dolores Hoffmann. Orgeln från 1888 byggdes av den estniske orgelbyggaren Gustav Normann och renoverades 2004.
Efter Estlands självständighet renoverades kyrkan mellan 1992 och 1994 utvändigt. I anslutning till kyrkan finns även prästgården.